# Neu-Methylenblau
Neu-Methylenblau, systematische Bezeichnung nach Colour Index Basic Blue 24, ist ein Phenothiazin-Derivat. Es ist ein mäßig lichtechter kationischer Farbstoff, der in der Medizin verwendet wird und ähnelt strukturell Methylenblau.

## Eigenschaften
Die Absorptionsmaxima des Farbstoffes in Wasser liegen bei 591 und 630 nm. Das Kation ist schwach lipophil. Handelsüblich ist es als Doppelsalz mit Zinkchlorid erhältlich, wurde aber auch als Chloridsalz verkauft. Teilweise wird auch Brillantkresylblau als „Neu-Methylenblau“ vermarktet.

## Verwendung
NMB wird – neben Brillantkresylblau – zum diagnostischen Färben (Vitalfärbung) ungereifter roter Blutkörperchen in der Histopathologie und Zytopathologie verwendet.
Ursprünglich fand es in den 1940er-Jahren Verwendung als metachromatischer Farbstoff für Mucine, in den 1990er-Jahren auch u. a. zum mikroskopischen Färbenachweis von Heinz-Körpern oder als zytogenetischer Mikrokerntest.